# Självskada
Självskada är att skada sig själv vare sig det har ett psykiskt, religiöst eller kulturellt sammanhang. Som sjukdomsdiagnos i ICD-10 kallas det avsiktligt självdestruktiv handling och innefattar bland annat självmordsförsök och avsiktlig drogförgiftning. Att upprepade gånger tillorsaka sig fysiska skador utan avsikt att begå självmord, kallas självskadebeteende, medan att avsiktligt skada sig själv psykiskt kallas självdestruktivt beteende.

## Olika metoder
ICD-10 räknar upp flera varianter av självdestruktiva handlingar utifrån vad som används mot den egna kroppen: substanser (mediciner, narkotika, kemikalier, farliga ångor, pesticider, med mera), kvävning, dränkning, skjutvapen, eld, vassa föremål, hopp från hög höjd, motorfordon, och elektrisk ström. I mera allmän bemärkelse avses också annan självskada, såsom att avstå mat och dryck (utan att det finns en medicinsk grund).

## Flera orsaker
Som regel föreställer man sig att en person som självskadar sig gör det som ett led i självskadebeteende eller att det ingår i ett mer komplext mönster av självdestruktiva beteenden. Självskada kan dock ha andra orsaker, t.ex. simulering av sjukdom och Münchhausens syndrom, av okunnighet, slarv, olyckshändelser, med mera.
Det finns flera kulturella former av avsiktlig självskada som emellertid inte betraktas som en psykisk störning. Dit hör piercing, tatuering, förlängning av hals, initiationsriter, späkning och så vidare, men bara så länge som detta är socialt accepterat i den kultur personen befinner sig.

## Debut i tonåren
Självskadebeteenden debuterar oftast i tonåren när ungdomar fortfarande går i skolan. I enkäter till svenska skolungdomar svarade 35 till 40 procent att de skadat sig själva. Över 1 000 elever per år skadar sig så allvarligt att de måste vårdas på sjukhus. Därför behöver kunskap om självskadebeteende finnas i de miljöer där ungdomar vistas. Skolan kan fungera som en arena för att förebygga självskadebeteende, och för att tidigt upptäcka dem som behöver stöd.

## Skolbaserade program
En forskningsgenomgång visar att två skolbaserade program kan förebygga självmordsförsök. De riktar sig båda till alla elever i klasserna. Ett av programmen (Good Behavior Game) syftar till att förstärka positiva beteenden och attityder mellan skolelever och lärare. Det ges på lågstadiet under ett till två år. Det andra programmet är specifikt utvecklat för att förebygga självmord (Youth Aware of Mental Health). Det ges på högstadiet och består huvudsakligen av fem timmars interaktiva övningar.